# Chencha
Chencha este un oraș din sudul Etiopiei. În 2005 avea 10.488 de locuitori.